# Dnistrove, Borșciv
Dnistrove (în ucraineană Дністрове) este o comună în raionul Borșciv, regiunea Ternopil, Ucraina, formată numai din satul de reședință.

## Demografie
Componența lingvistică a comunei Dnistrove
     Ucraineană (99,87%)
     Alte limbi (0,13%)
Conform recensământului din 2001, majoritatea populației comunei Dnistrove era vorbitoare de ucraineană (99,87%), existând în minoritate și vorbitori de alte limbi.